# 馬紹爾群島航空
馬紹爾群島航空（簡稱：AMI）是一家由馬紹爾群島政府營運的國家航空公司。目前以馬紹爾群島國際機場為營運樞紐。

## 歷史
馬紹爾群島航空於1980年成立，當時名為，至1989年才命名為現今的。現今公司總部設在首都馬久羅並提供往來比基尼環礁機場、埃內韋塔克環礁機場、布裘茲空軍基地、朗格拉普機場、埃林拉普拉普環礁機場、沃特傑機場、埃林拉普拉普環礁機場等機場的定期航班。另外在馬久羅、伊拜島以及瓜加林環礁設立辦公室提供民眾購票及航班資訊等服務。

2009年1月，由於唯一的34座Dash 8-100型飛機的在拖行時機翼撞到塔台而受損，所有航班被迫終止。雖然訂購需要更換的零部件，但在2月份送來的卻是他型飛機的機翼。

## 機隊

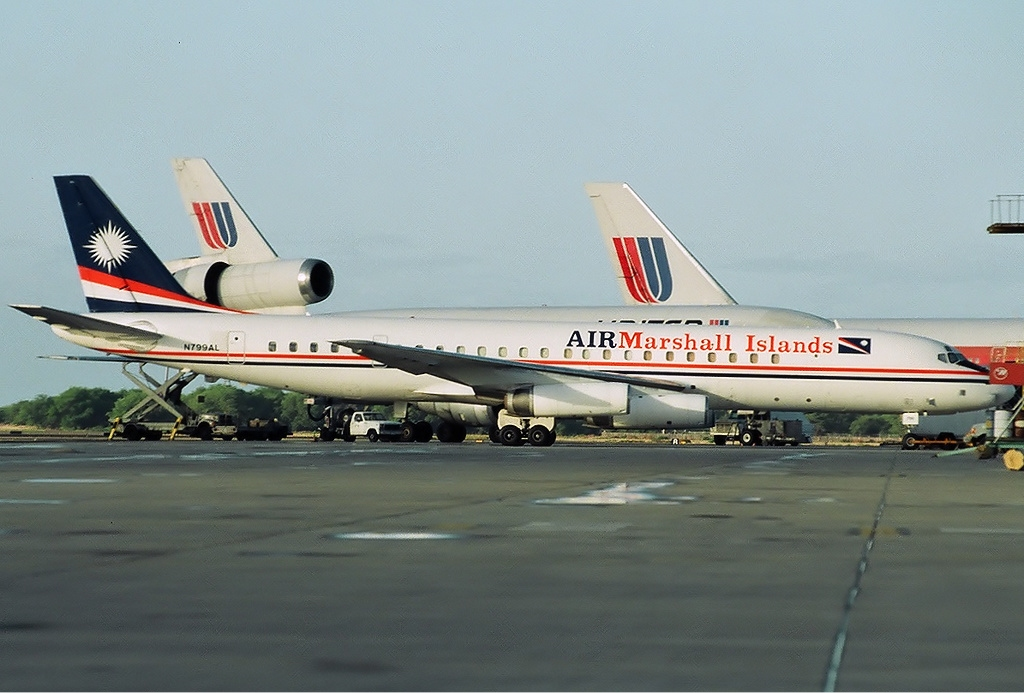
馬紹爾群島航空所屬道格拉斯DC-8型客機

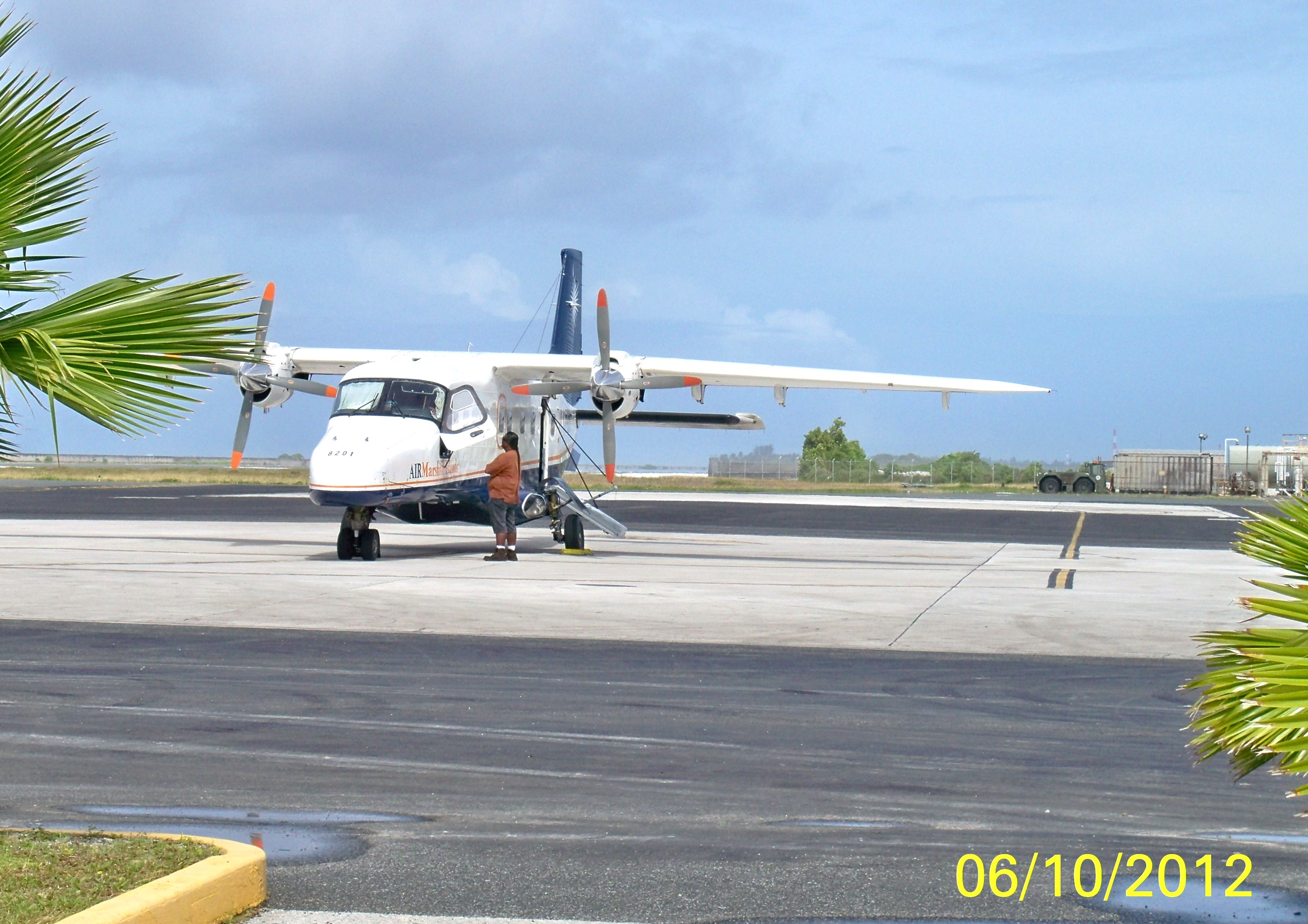
馬紹爾群島航空所屬多尼爾228型客機

### 現役機隊
以上表列統計至2018年5月為止

### 曾使用過的機型
- 多尼爾228-212
- 道格拉斯DC-8 (1991-1992年間租借給夏威夷航空，1992-1996年間租借給箭航（英语：Arrow Air））
- 薩博2000

根據正式航空公司指南（簡稱OAG）內，馬紹爾群島航空1990年代曾經以道格拉斯DC-8-62CF、霍克西德利HS 748這類渦輪螺旋槳的客貨2用機營運。其中道格拉斯DC-8-62CF執飛馬久羅、瓜加林環礁往來美國夏威夷州的丹尼爾·井上國際機場的航班。同樣航線的競爭者為以波音727執飛的密克羅尼西亞大陸航空，後來為保有競爭力馬紹爾群島航空改以速度較快的薩博2000型飛機執飛。之前該公司也曾以政府飛機工廠(澳大利亞)（簡稱：GAF）產製的短程起降飛機GAF 諾曼型營運國內航線。

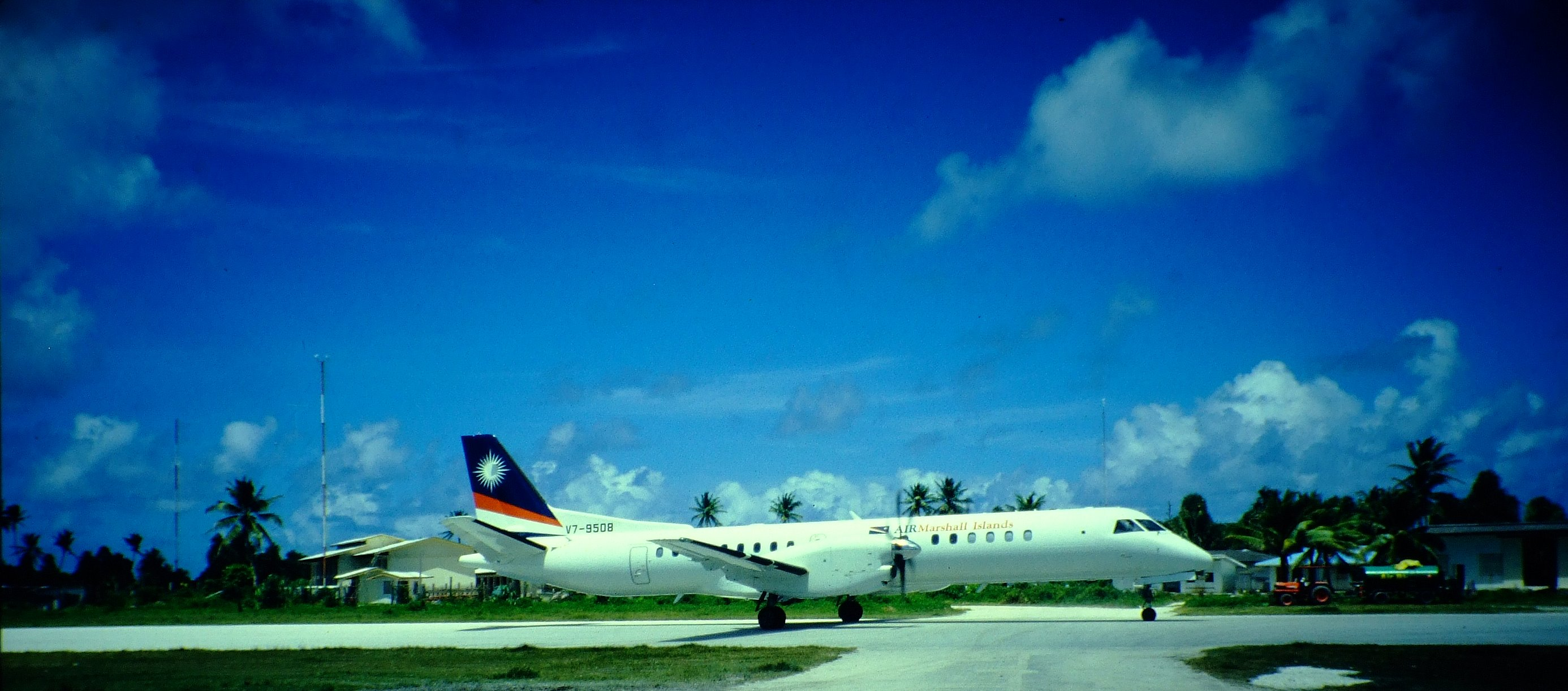
馬紹爾群島航空所屬薩博2000型客機